# Diecezja płocka
Diecezja płocka (łac. Dioecesis Plocensis) – jedna z 3 diecezji obrządku łacińskiego w metropolii warszawskiej ustanowiona w 1075, zreorganizowana 25 marca 1992 przez papieża Jana Pawła II bullą Totus Tuus Poloniae populus, kiedy to 39 parafii przyporządkowano diecezji łomżyńskiej oraz nowo utworzonym diecezjom: łowickiej i warszawsko-praskiej.

## Herb diecezji płockiej
Do 2021 r. herb posiadała jedynie Prześwietna Kapituła Katedralna Płocka – został on jej przyznany w 1518 r. przez cesarza Maksymiliana I Habsburga. Nowy herb diecezji płockiej został natomiast zatwierdzony przez biskupa płockiego Piotra Liberę i zaprezentowany dn. 7 listopada 2021 r. podczas uroczystej inauguracji Procesu Synodalnego w diecezji płockiej. Autorem herbu diecezji płockiej jest Enzo Parrino, włoski grafik i projektant, publikujący swoje prace m.in. w serii Collegio Cardinalizio.

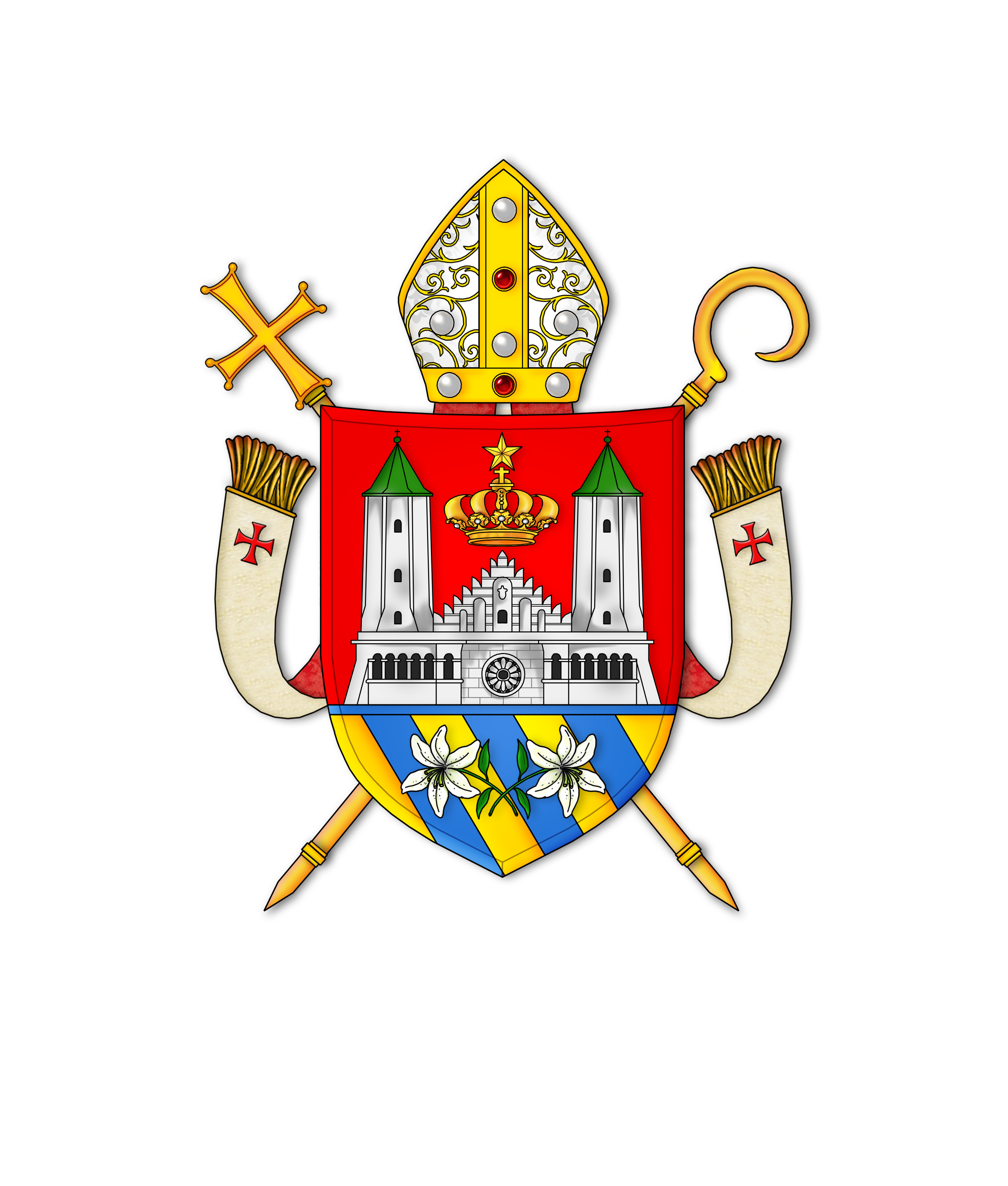
Herb diecezji płockiej z 2021 r.

Na stronie diecezji płockiej znajduje się następujący opis herbu, sporządzony przez ks. Wojciecha Kućkę:
Herb diecezji został zaprojektowany na tarczy francuskiej dwudzielnej w pas, ograniczonej czarną linią konturową. W czerwonym polu górnym umieszczono górną część fasady bazyliki katedralnej w Płocku z charakterystycznymi dwoma wieżami, widocznymi z daleka w panoramie miasta. Jest to wskazanie Matki wszystkich kościołów diecezji – katedry, która od 1910 r., poprzez tytuł bazyliki mniejszej, jest szczególnym znakiem więzi ze Stolicą Apostolską. W dolnym polu znalazł się uszczerbiony herb Prześwietnej Kapituły Katedralnej w Płocku, którym – według świadectwa przywołanego przez Kaspra Niesieckiego – jest Najświętsza Maryja Panna Mazowsza (Beatissima Virgo Maria Masoviae). Herb ten miał uzyskać w czasie poselstwa u cesarza niemieckiego Maksymiliana biskup płocki Erazm Ciołek wraz ze stosownym dyplomem cesarskim datowanym na 30 września 1518 r. Złote belki na skos na polu niebieskim oraz zamknięta korona z gwiazdą są nawiązaniem go herbu Kapituły Katedralnej Płockiej, będącej świadectwem wielkiego dziedzictwa diecezji. Od blisko dziewięciu wieków kapituła wspomaga kolejnych biskupów, strzegąc także relikwii św. Zygmunta, umieszczonych w herbie, ufundowanej przez króla Kazimierza Wielkiego. Dodatkowym elementem herbu diecezji płockiej są dwa skrzyżowane kwiaty lilii, symbolizujące głównego patrona diecezji płockiej, którym od 2017 r. jest ponownie św. Stanisław Kostka (1550–1568). Przywołanie postaci patrona dzieci i młodzieży w Polsce wskazuje na dziedzictwo religijne i duchowe diecezji płockiej, z której jedynym dotychczas wyniesionym do chwały świętości jest ów jezuita z Rostkowa. Kolejnym elementem, nawiązującym do dziedzictwa hagiograficznego i martyrologicznego diecezji, jest umieszczona nad tarczą herbową mitra, której faktura odwołuje się wprost do paramentu używanego przez bł. Antoniego Juliana Nowowiejskiego, biskupa płockiego w latach 1908–1941, od 1930 r. arcybiskupa ad personam ze stolicą tytularną Silyum (Archidioecesis Silyensis), zamęczonego przez Niemców w KL Soldau 28 maja 1941 r. W ten sposób herb diecezji jest wyrazem hołdu wobec jednej trzeciej duchowieństwa płockiego – kapłanów i kleryków, zamęczonych w czasie II wojny światowej. Diecezja płocka jako jedyna w Polsce straciła wówczas obydwu biskupów.
Herb został zaprojektowany i przyjęty jako znak rozpoznawczy diecezji płockiej, używany na dokumentach kościelnych, plakatach, materiałach informacyjnych, publikacjach etc. Został pomyślany jako nośnik tradycji Mazowsza i ziemi dobrzyńskiej, które to ziemie wraz z ich mieszkańcami od wieków stanowią dziedzictwo Kościoła płockiego.

## Instytucje diecezjalne
- Kuria diecezjalna
- Sąd biskupi
- Wyższe Seminarium Duchowne w Płocku
- Caritas diecezjalna
- Płocka kapituła katedralna
- Płocka kapituła kolegiacka
- Pułtuska kapituła kolegiacka
- Dom księży seniorów
- Archiwum diecezjalne
- Muzeum Diecezjalne w Płocku

## Biskupi

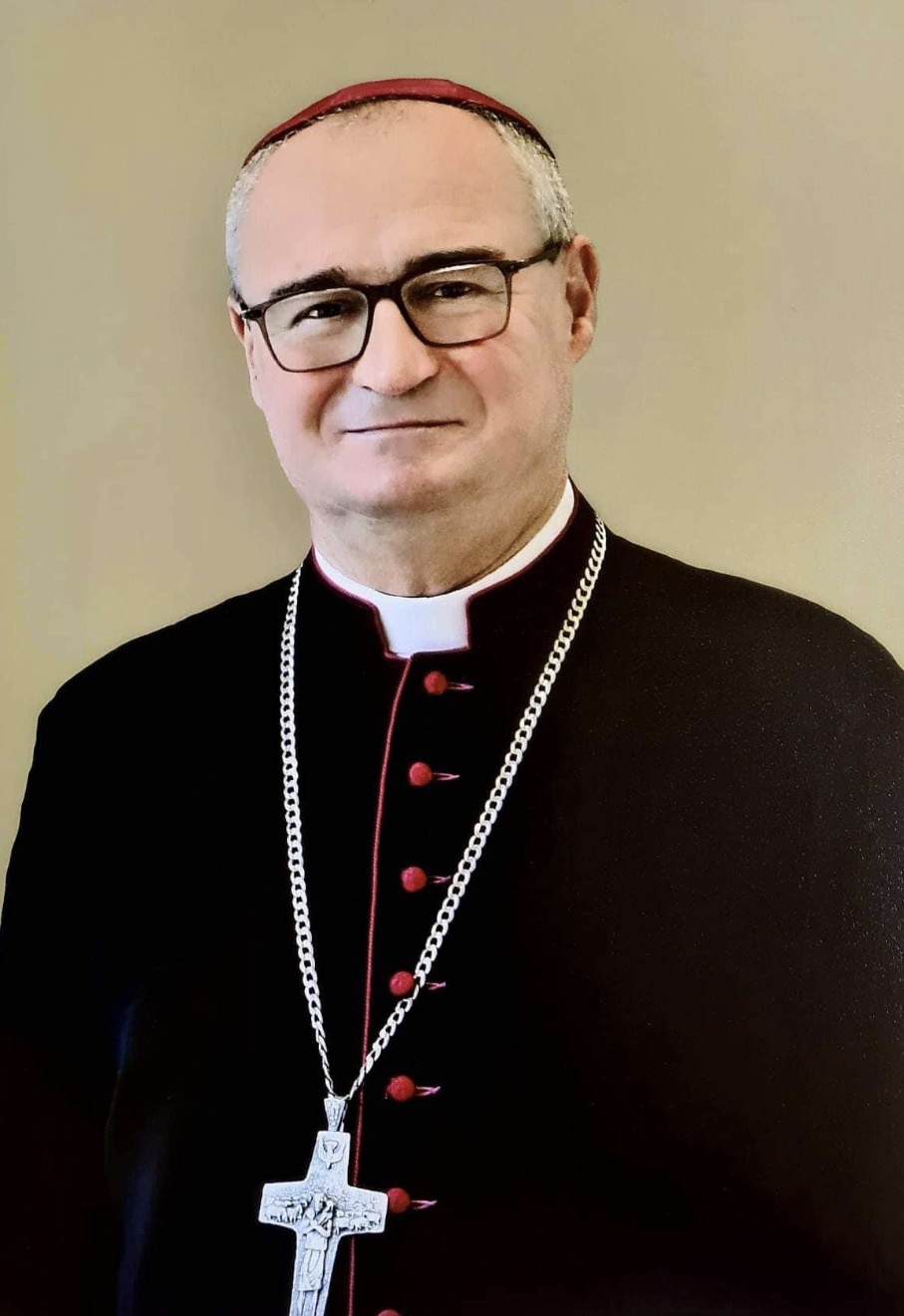
Szymon Stułkowski – biskup diecezjalny

### Biskup diecezjalny
- bp Szymon Stułkowski – od 2022

### Biskup pomocniczy
- bp Mirosław Milewski (wikariusz generalny) – od 2016

### Biskupi seniorzy
- bp Piotr Libera – biskup diecezjalny w latach 2007–2022, senior od 2022
- bp Roman Marcinkowski – biskup pomocniczy w latach 1985–2017, senior od 2017

## Główne świątynie
- Bazylika katedralna Wniebowzięcia Najświętszej Maryi Panny w Płocku
- Kolegiata św. Bartłomieja w Płocku
- Bazylika kolegiacka Zwiastowania Najświętszej Maryi Panny w Pułtusku
- Bazylika Zwiastowania Najświętszej Marii Panny w Czerwińsku nad Wisłą

## Sanktuaria[5]
- Sanktuarium Matki Bożej Pocieszenia w Bazylice Zwiastowania Najświętszej Marii Panny w Czerwińsku nad Wisłą
- Sanktuarium Matki Bożej Częstochowskiej w Koziebrodach
- Sanktuarium Matki Bożej Bolesnej w Kościele Matki Bożej Bolesnej w Oborach
- Sanktuarium Matki Bożej Łaskawej w Kościele Wniebowzięcia Najświętszej Maryi Panny w Osieku
- Sanktuarium Miłosierdzia Bożego w Płocku
- Sanktuarium Matki Bożej Popowskiej, Matki nadziei w Kościele Narodzenia Najświętszej Maryi Panny w Popowie
- Sanktuarium Matki Bożej Niepokalanej Przewodniczki w Kościele św. Jakuba i Anny w Przasnyszu
- Sanktuarium św. Antoniego Padewskiego w Ratowie
- Sanktuarium św. Stanisława Kostki - Kościół św. Stanisława Kostki w Rostkowie
- Sanktuarium św. Rocha - Kościół św. Rocha w Sadykrzu
- Sanktuarium Matki Bożej Sierpeckiej - Kościół Wniebowzięcia Najświętszej Marii Panny w Sierpcu
- Sanktuarium Matki Bożej Skępskiej w Skępem
- Sanktuarium Matki Bożej Różańcowej w Smardzewie
- Sanktuarium Matki Bożej Żuromińskiej w Kościele Reformatów w Żurominie

## Święci i błogosławieni
Wśród świętych i błogosławionych związanych z Płockiem i diecezją płocką są:
- św. Zygmunt – patron miasta, kapituły katedralnej. W skarbcu przechowywany jest relikwiarz z jego szczątkami, wykonany w latach 1351–1356 z polecenia króla Kazimierza Wielkiego;
- św. Stanisław – patron diecezji;
- św. Wojciech, według tradycji miał ewangelizować tereny diecezji płockiej;
- św. Stanisław Kostka, główny patron diecezji płockiej;
- św. Andrzej Bobola, nauczał w kolegium jezuitów w Płocku;
- św. Faustyna Kowalska – siostra zakonna ze Zgromadzenia Sióstr Matki Bożej Miłosierdzia, od 1930 do 1932 roku przebywała w płockim domu Sióstr Matki Bożej Miłosierdzia, na Starym Rynku 22 lutego 1931 roku miały miejsce jej pierwsze objawienia Pana Jezusa Miłosiernego;
- bł. Honorat Koźmiński;
- bł. abp. Antoni Julian Nowowiejski, biskup płocki, historyk;
- bł. bp. Leon Wetmański, biskup pomocniczy płocki;
- bł. Maria Teresa od Dzieciątka Jezus, męczennica
- bł. Klara Ludwika Szczęsna, zakonnica
- św. Jan Paweł II, odwiedził Płock w 1991 roku i mieszkał w pałacu biskupim, zamknął prace 42. Synodu Płockiego
- bł. kard. Stefan Wyszyński, urodzony w Zuzeli w 1901 roku, na terenie ówczesnej diecezji płockiej.

## Kapituły
- Katedralna Płocka (od przełomu XI-XII w.): 4 prałatów i 8 kanoników gremialnych.
- Kolegiacka Pułtuska (od 1449): 4 prałatów i 8 kanoników gremialnych.
- Kolegiacka św. Michała (przy kościele św. Bartłomieja w Płocku) (od 2015): 3 prałatów i 9 kanoników gremialnych.

## Patroni
- święty Stanisław Kostka (główny)
- święty Stanisław ze Szczepanowa
- święty Andrzej Bobola

## Organizacja dekanalna
Dekretem Nr 1975/2018 z dn. 15 sierpnia 2018 r. bp Piotr Libera ustanowił nową organizację dekanalną diecezji płockiej. Z dn. 1 września 2018 r. zostały utworzone cztery nowe dekanaty: mławski wschodni, mławski zachodni, płoński południowy, płoński północny. Dokonano także korekty granic sześciu już istniejących dekanatów: ciechanowskiego zachodniego, dzierzgowskiego, gąbińskiego, gostynińskiego, płockiego zachodniego i przasnyskiego.
Diecezja płocka podzielona jest na 28 dekanatów:

- I. dekanat bielski
- II. dekanat bodzanowski
- III. dekanat ciechanowski wschodni
- IV. dekanat ciechanowski zachodni
- V. dekanat dobrzyński nad Drwęcą
- VI. dekanat dobrzyński nad Wisłą
- VII. dekanat dzierzgowski
- VIII. dekanat gąbiński
- IX. dekanat gostyniński
- X. dekanat makowski
- XI. dekanat mławski wschodni
- XII. dekanat mławski zachodni
- XIII. dekanat nasielski
- XIV. dekanat płocki wschodni
- XV. dekanat płocki zachodni
- XVI. dekanat płoński południowy
- XVII. dekanat płoński północny
- XVIII. dekanat przasnyski
- XIX. dekanat pułtuski
- XX. dekanat raciąski
- XXI. dekanat rypiński
- XXII. dekanat serocki
- XXIII. dekanat sierpecki
- XXIV. dekanat strzegowski
- XXV. dekanat tłuchowski
- XXVI. dekanat wyszogrodzki
- XXVII. dekanat zakroczymski
- XXVIII. dekanat żuromiński

## Rok bł. abpa Antoniego Juliana Nowowiejskiego
Decyzją bp. Piotra Libery rok 2008 w diecezji obchodzony był jako rok bł. abp. Antoniego Juliana Nowowiejskiego, ordynariusza płockiego w latach 1908–1941, zamordowanego w Soldau (KL). Główne uroczystości, z udziałem nuncjusza apostolskiego abp. Józefa Kowalczyka, odbyły się 12 czerwca 2008. Do zorganizowania obchodów powołano specjalny komitet na czele z bp. Romanem Marcinkowskim. Zamknięcie roku jubileuszowego nastąpiło 6 grudnia 2008 podczas mszy pod przewodnictwem pochodzącego z Płocka ordynariusza toruńskiego bp. Andrzeja Suskiego.

## Rok św. Stanisława Kostki
W 2018 r. minęło 450 lat śmierci św. Stanisława Kostki (1550–1568), pochodzącego z Rostkowa w diecezji płockiej. Watykańska Kongregacja ds. Kultu Bożego i Dyscypliny Sakramentów ustanowiła go ponownie głównym patronem diecezji płockiej, a Episkopat Polski ogłosił rok 2018 w Kościele w Polsce Rokiem św. Stanisława Kostki, w 100. rocznicę odzyskania niepodległości. 1 stycznia 2018 r. we wszystkich kościołach w Polsce odczytany został List Pasterski Konferencji Episkopatu Polski o Roku św. Stanisława Kostki.
W związku z jubileuszem, w dniach 25-26 września 2018 roku odbyło się w Płocku 380. Zebranie Plenarne Konferencji Episkopatu Polski i odprawiono z tej okazji uroczyste msze w katedrze płockiej i kolegiacie św. Bartłomieja z udziałem wszystkich biskupów uczestniczących w posiedzeniu. 